# Mercury Colony Park
La Mercury Colony Park era la station wagon full-size top di gamma prodotta dalla Mercury tra il 1957 e il 1991. Era caratterizzata da pannelli di legno sulle fiancate e sul baule, come la Ford Country Squire (anch'essa prodotta fra il 1957 e il 1991) e la Edsel Bermuda del 1958.

## Storia
Quella che viene considerata la prima serie di questo modello, dotato di quattro porte, tre file di sedili ed in grado di ospitare fino a 9 passeggeri, è stata in produzione dal 1957 al 1959.  Fino al 1960, la Colony Park era un modello hardtop privo del montante centrale tra le portiere anteriori e posteriori, poi introdotto nel 1961. La seconda serie del modello fu prodotta dal 1960 al 1964, mentre la terza dal 1965 al 1968.

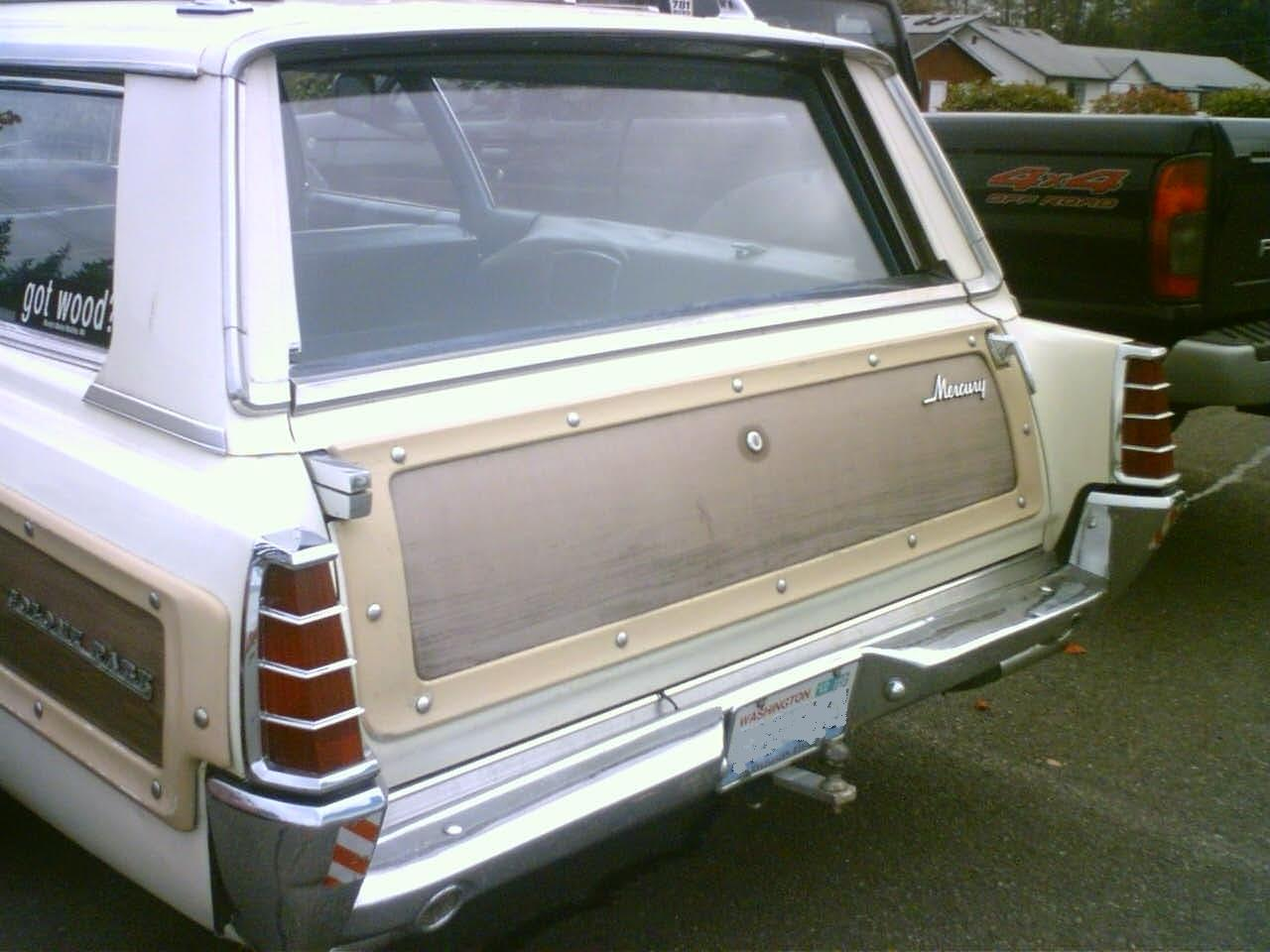
Vista posteriore del modello 1966

A partire dal 1966 sulla Colony Park fu reso disponibile il sistema Magic Doorgate, che permetteva di aprire il baule sia verso il basso che lateralmente, dopo avere abbassato il lunotto. La novità introdotta l'anno successivo furono invece i sedili posteriori montati in senso perpendicolare rispetto a quelli anteriori, in modo da ottenere due file disposte l'una di fronte all'altra.
Con l'aggiornamento della gamma Mercury del 1969, la Colony Park non venne più identificata come un modello a sé stante, ma entrò a far parte della serie Marquis (poi Grand Marquis a partire dal 1983). Sempre nel 1969, il sistema Magic Doorgate fu rivisto, rendendo possibile aprire lateralmente il baule senza dover abbassare il lunotto. Questa quarta serie restò in produzione sino al 1972.
Con la quinta serie, prodotta dal 1973 al 1978, la Colony Park raggiunse la sua dimensione massima, prima di essere trasferita sul pianale Panther nel 1979.
L'ultimo aggiornamento principale per la Colony Park, corrispondente alla sesta serie, arrivò nel 1979, quando fu leggermente ridimensionata e spostata sul pianale Panther. Quando la berlina Grand Marquis, da cui questa familiare era derivata, fu completamente rinnovata nel 1992 la Mercury decise di eliminare la Colony Park, dato che in quel periodo le station wagon di grandi dimensioni erano in notevole difficoltà a causa della crescente diffusione di monovolume e SUV. Le ultime station wagon full-size del mercato americano, cioè la Buick Roadmaster Estate e la Chevrolet Caprice, furono infatti eliminate nel 1996 dalla General Motors. Più recentemente, il gruppo Chrysler è ritornato alla produzione di auto di questo tipo nel 2005 con la Dodge Magnum, familiare basata sulla Chrysler 300 C.